# Хозиер
Э́ндрю Джон Хо́зиер-Бёрн (англ. Andrew John Hozier-Byrne; род. 17 марта 1990, Брей, Ирландия), мононимно известный как Хо́зиер (англ. Hozier) — ирландский музыкант, певец и автор песен. Известность ему принёс дебютный сингл «Take Me to Church» (2013), который достиг второй строчки в чарте Billboard Hot 100, был номинирован на премию «Грэмми» и получил бриллиантовый статус в нескольких странах. На счету у Хозиера три студийных альбома: Hozier (2014), Wasteland, Baby! (2019) и Unreal Unearth (2023).

## Биография
Эндрю Хозиер-Бёрн родился 17 марта 1990 года в Брее, графство Уиклоу. Его отец Джон Бёрн играл на барабанах в дублинской блюз-группе Free Booze, а мать Рене Хозиер-Бёрн — художница, автор обложки альбома Hozier. По окончании школы Эндрю поступил в Тринити-колледж, планируя изучать музыку, но бросил его спустя полгода, чтобы сделать свои первые демозаписи для Universal Music. Уже после ухода из колледжа он стал членом студенческого оркестра Trinity Orchestra, выступая с ним на фестивалях в роли ведущего вокалиста; а c 2009 по 2012 год также состоял в хоровом коллективе Anúna, с которым гастролировал по Европе. Вместе с тем он сотрудничал с босанова-группой Nova Collective и соул-фанк-рэп-группой Zaska. По словам Хозиера, в тот период у него было столько музыкальных проектов, что он не мог уделять достаточно времени каждому из них.
В 2013 году Хозиер выпустил свою первую сольную работу, мини-альбом Take Me to Church. Одноимённая композиция стала настоящим прорывом для его карьеры после того, как её видеоклип набрал популярность на YouTube. Как и сама песня, он был навеян законодательной дискриминацией ЛГБТ-сообщества в России. «Take Me to Church» не только смогла возглавить ирландский чарт iTunes и добраться до второго места в Irish Singles Chart, но и занять вторую позицию в американском чарте Billboard Hot 100. Далее последовал ещё один мини-альбом From Eden, участие в различных музыкальных фестивалях и выступления в США, включая Victoria’s Secret Fashion Show 2014. Между тем первый студийный альбом Hozier вышел в свет 19 сентября 2014 года. В него вошли синглы с предыдущих релизов — «Take Me to Church», «Work Song» и «From Eden». Хит «Take Me to Church» стал номинантом в категории «Лучшая песня года» на 57-й церемонии «Грэмми», где музыкант выступил вместе с Энни Леннокс.
В 2016 году Хозиер поделился клипом на песню «Cherry Wine», с помощью которой пытался привлечь внимание общественности к проблеме домашнего насилия. В июне 2016 года он анонсировал новую песню «Better Love», ставшую саундтреком к фильму «Тарзан. Легенда». К ней также был выпущен видеоклип. В это время Хозиер продолжал активно гастролировать в поддержку своего дебютного альбома. Месяцем позже он вернулся в Ирландию и взял годичный перерыв, поставив музыкальную карьеру на паузу.
В 2018 году, возвратившись к музыке, Хозиер записал названный в честь Нины Симон трек «Nina Cried Power» с участием Мэвис Стэплс. Композиция вошла в одноимённый миньон и стала ведущим синглом его второго студийного альбома Wasteland, Baby!, который увидел свет 1 марта 2019 года и достиг первой строчки чарта Billboard 200.
В 2022 году совместно с композитором Беаром Маккрири Хозиер исполнил песню «Blood Upon the Snow» для саундтрека игры God of War: Ragnarök. 17 марта 2023 года вышел шестой мини-альбом Eat Your Young, две композиции с которого, одноимённая «Eat Your Young» и «All Things End», попали в трек-лист его третьего полноформатника Unreal Unearth, выпущенного 18 августа того же года. Кроме того, туда вошёл майский сингл «Francesca», чья тематика, как и концепция альбома в целом, содержит отсылки к девяти кругам ада из «Божественной комедии» Данте Алигьери. 22 марта 2024 года музыкант представил мини-альбом Unheard. В нём он собрал четыре песни, изначально предназначенные для Unreal Unearth, но «по разным причинам» не включённые в оригинальный релиз. Благодаря заглавному треку «Too Sweet» в апреле 2024 года Хозиер стал первым ирландским исполнителем, возглавившим чарт Billboard Hot 100 после того, как в 1990 году это сделала Шинейд О’Коннор с песней «Nothing Compares 2 U».

## Дискография

### Студийные альбомы
| Название                                                                         | Информация                                                                                          | Максимальная позиция в чарте | Максимальная позиция в чарте | Максимальная позиция в чарте | Максимальная позиция в чарте | Максимальная позиция в чарте | Максимальная позиция в чарте | Максимальная позиция в чарте | Максимальная позиция в чарте | Максимальная позиция в чарте | Максимальная позиция в чарте | Сертификации | Продажи                           |
| Название                                                                         | Информация                                                                                          | IRE                          | AUS                          | BEL (Vl)                     | CAN                          | GER                          | ITA                          | NL                           | NZ                           | UK                           | US                           | Сертификации | Продажи                           |
| -------------------------------------------------------------------------------- | --------------------------------------------------------------------------------------------------- | ---------------------------- | ---------------------------- | ---------------------------- | ---------------------------- | ---------------------------- | ---------------------------- | ---------------------------- | ---------------------------- | ---------------------------- | ---------------------------- | --- | --------------------------------- |
| Hozier                                                                           | - Релиз: 19 сентября 2014 - Лейбл: Rubyworks, Island - Формат: CD, LP, цифровая дистрибуция         | 1                            | 3                            | 2                            | 2                            | 14                           | 7                            | 7                            | 3                            | 3                            | 2                            | - IRMA: Платиновая ×6 - ARIA: Платиновая ×2 - BPI: Платиновая ×2 - BVMI: Золотая - FIMI: Золотая - MC: Платиновая ×3 - NVPI: Платиновая - RIAA: Платиновая ×3 - RMNZ: Платиновая ×5 | - Всего: 1,000,000 - США: 972,000 |
| Wasteland, Baby!                                                                 | - Релиз: 1 марта 2019 - Лейбл: Rubyworks, Island - Формат: CD, LP, цифровая дистрибуция             | 1                            | 8                            | 19                           | 9                            | 15                           | —                            | 17                           | 9                            | 6                            | 1                            | - BPI: Золотая - MC: Платиновая - RIAA: Золотая | - США: 75,000                     |
| Unreal Unearth                                                                   | - Релиз: 18 августа 2023 - Лейбл: Rubyworks, Island - Формат: CD, LP, цифровая дистрибуция, кассеты | 1                            | 13                           | 7                            | 7                            | 4                            | —                            | 2                            | 2                            | 1                            | 3                            | - BPI: Серебряная | - США: 39,000                     |
| «—» обозначает, что релиз не попал в чарт или не был выпущен на этой территории. | |                              |                              |                              |                              |                              |                              |                              |                              |                              |                              | |                                   |

### Мини-альбомы
| Название                                                                         | Информация                                                                 | Максимальная позиция в чарте | Максимальная позиция в чарте |
| Название                                                                         | Информация                                                                 | CAN                          | US                           |
| -------------------------------------------------------------------------------- | -------------------------------------------------------------------------- | ---------------------------- | ---------------------------- |
| Take Me to Church                                                                | - Релиз: 2013 - Лейбл: Rubyworks - Формат: Цифровая дистрибуция            | —                            | 107                          |
| From Eden                                                                        | - Релиз: 9 марта 2014 - Лейбл: Rubyworks - Формат: Цифровая дистрибуция    | —                            | —                            |
| Live in America                                                                  | - Релиз: 31 июля 2015 - Лейбл: Rubyworks - Формат: Цифровая дистрибуция    | —                            | —                            |
| Nina Cried Power                                                                 | - Релиз: 7 сентября 2018 - Лейбл: Rubyworks - Формат: Цифровая дистрибуция | 33                           | 60                           |
| Spotify Singles                                                                  | - Релиз: 2019 - Лейбл: Rubyworks - Формат: Цифровая дистрибуция            | —                            | —                            |
| Eat Your Young                                                                   | - Релиз: 17 марта 2023 - Лейбл: Rubyworks - Формат: Цифровая дистрибуция   | —                            | —                            |
| Unheard                                                                          | - Релиз: 22 марта 2024 - Лейбл: Rubyworks - Формат: Цифровая дистрибуция   | 8                            | 10                           |
| «—» обозначает, что релиз не попал в чарт или не был выпущен на этой территории. |                                                                            |                              |                              |

### Синглы
| Название                                                                         | Год  | Максимальная позиция в чартах | Максимальная позиция в чартах | Максимальная позиция в чартах | Максимальная позиция в чартах | Максимальная позиция в чартах | Максимальная позиция в чартах | Максимальная позиция в чартах | Максимальная позиция в чартах | Максимальная позиция в чартах | Максимальная позиция в чартах | Максимальная позиция в чартах | Сертификации | Альбом                                     |
| Название                                                                         | Год  | IRE                           | AUS                           | BEL (Vl)                      | BEL (Wa)                      | CAN                           | DEN                           | GER                           | NL                            | NZ                            | UK                            | US                            | Сертификации | Альбом                                     |
| -------------------------------------------------------------------------------- | ---- | ----------------------------- | ----------------------------- | ----------------------------- | ----------------------------- | ----------------------------- | ----------------------------- | ----------------------------- | ----------------------------- | ----------------------------- | ----------------------------- | ----------------------------- | --- | ------------------------------------------ |
| «Take Me to Church»                                                              | 2013 | 3                             | 96                            | 1                             | 6                             | 2                             | 4                             | 2                             | 17                            | 33                            | 25                            | 2                             | - ARIA: Платиновая ×15 - BEA: Платиновая ×3 - BPI: Платиновая ×6 - BVMI: Золотая ×7 - FIMI: Платиновая ×7 - IFPI DEN: Платиновая - MC: Бриллиантовая - NVPI: Платиновая ×3 - RIAA: Платиновая ×13 - RMNZ: Платиновая ×7 | Hozier                                     |
| «Sedated»                                                                        | 2014 | 3                             | —                             | —                             | —                             | —                             | —                             | —                             | —                             | —                             | —                             | —                             | | Hozier                                     |
| «From Eden»                                                                      | 2014 | 2                             | —                             | 138                           | 77                            | —                             | —                             | —                             | —                             | —                             | —                             | —                             | - ARIA: Золотая - BPI: Золотая - RIAA: Платиновая | Hozier                                     |
| «Work Song»                                                                      | 2015 | 47                            | —                             | —                             | —                             | 92                            | —                             | —                             | —                             | —                             | —                             | —                             | - BPI: Золотая - RIAA: Платиновая ×3 | Hozier                                     |
| «Someone New»                                                                    | 2015 | 13                            | 24                            | 55                            | —                             | 90                            | —                             | —                             | —                             | 13                            | 19                            | —                             | - ARIA: Платиновая - BPI: Платиновая - FIMI: Золотая - RMNZ: Золотая - RIAA: Платиновая ×2 | Hozier                                     |
| «Jackie & Wilson»                                                                | 2015 | 68                            | —                             | —                             | —                             | —                             | —                             | —                             | —                             | —                             | 179                           | —                             | - BPI: Золотая - RIAA: Платиновая | Hozier                                     |
| «Cherry Wine»                                                                    | 2016 | 56                            | —                             | —                             | —                             | —                             | —                             | —                             | —                             | —                             | —                             | —                             | - BPI: Золотая - RIAA: Платиновая | Hozier                                     |
| «Better Love»                                                                    | 2016 | 72                            | —                             | —                             | —                             | —                             | —                             | —                             | —                             | —                             | —                             | —                             | | The Legend of Tarzan                       |
| «Nina Cried Power» (совместно с Мэвис Стэмплс)                                   | 2018 | 10                            | —                             | 80                            | —                             | —                             | —                             | —                             | —                             | —                             | 87                            | —                             | - MC: Золотая | Wasteland, Baby!                           |
| «Movement»                                                                       | 2018 | 40                            | —                             | 82                            | —                             | —                             | —                             | —                             | —                             | —                             | —                             | —                             | - BPI: Серебряная - MC: Платиновая - RIAA: Золотая | Wasteland, Baby!                           |
| «Almost (Sweet Music)»                                                           | 2019 | 8                             | —                             | —                             | —                             | —                             | —                             | —                             | —                             | —                             | 82                            | —                             | - BPI: Серебряная - MC: Платиновая ×2 - RIAA: Платиновая | Wasteland, Baby!                           |
| «Dinner & Diatribes»                                                             | 2019 | —                             | —                             | —                             | —                             | —                             | —                             | —                             | —                             | —                             | —                             | —                             | | Wasteland, Baby!                           |
| «The Bones (remix)» (совместно с Марен Моррис)                                   | 2019 | —                             | —                             | —                             | —                             | —                             | —                             | —                             | —                             | —                             | —                             | —                             | | Внеальбомные синглы                        |
| «Jackboot Jump»                                                                  | 2019 | —                             | —                             | —                             | —                             | —                             | —                             | —                             | —                             | —                             | —                             | —                             | | Внеальбомные синглы                        |
| «The Parting Glass»                                                              | 2020 | 44                            | —                             | —                             | —                             | —                             | —                             | —                             | —                             | —                             | —                             | —                             | | Внеальбомные синглы                        |
| «Tell It to My Heart» (совместно с Meduza)                                       | 2021 | 13                            | —                             | —                             | —                             | —                             | —                             | 70                            | 55                            | —                             | 46                            | —                             | - BPI: Серебряная - FIMI: Золотая | Внеальбомные синглы                        |
| «Swan Upon Leda»                                                                 | 2022 | 33                            | —                             | —                             | —                             | —                             | —                             | —                             | —                             | —                             | —                             | —                             | | Внеальбомные синглы                        |
| «Blood Upon the Snow»                                                            | 2022 | —                             | —                             | —                             | —                             | —                             | —                             | —                             | —                             | —                             | —                             | —                             | | Бог войны Рагнарёк: Оригинальный саундтрек |
| «Eat Your Young»                                                                 | 2023 | 7                             | —                             | —                             | —                             | 40                            | —                             | —                             | 94                            | 38                            | 22                            | 67                            | - BPI: Серебряная - RIAA: Золотая | Unreal Unearth                             |
| «Francesca»                                                                      | 2023 | 37                            | —                             | —                             | —                             | —                             | —                             | —                             | —                             | —                             | —                             | —                             | | Unreal Unearth                             |
| «Unknown / Nth»                                                                  | 2023 | 55                            | —                             | —                             | —                             | —                             | —                             | —                             | —                             | —                             | —                             | —                             | | Unreal Unearth                             |
| «De Selby (Part 2)»                                                              | 2023 | 30                            | —                             | —                             | —                             | —                             | —                             | —                             | —                             | —                             | —                             | —                             | | Unreal Unearth                             |
| «Northern Attitude» (совместно с Ноа Кааном)                                     | 2023 | —                             | —                             | —                             | —                             | 21                            | —                             | —                             | 39                            | —                             | —                             | 37                            | - RIAA: Золотая | Stick Season (Forever)                     |
| «Too Sweet»                                                                      | 2024 | 1                             | 1                             | 15                            | 11                            | 2                             | 5                             | 10                            | 9                             | 1                             | 1                             | 1                             | - ARIA: Платиновая - BPI: Платиновая - RIAA: Платиновая - RMNZ: Платиновая | Unheard                                    |
| «—» обозначает, что релиз не попал в чарт или не был выпущен на этой территории. |      |                               |                               |                               |                               |                               |                               |                               |                               |                               |                               |                               | |                                            |

## Награды и номинации
BBC Music Awards
| Год  | Номинируемая работа | Категория                 | Результат |
| ---- | ------------------- | ------------------------- | --------- |
| 2015 | Хозиер              | Международный артист года | Номинация |
| 2015 | «Take Me to Church» | Песня года                | Победа    |

American Music Awards
| Год  | Номинируемая работа | Категория                     | Результат |
| ---- | ------------------- | ----------------------------- | --------- |
| 2015 | Хозиер              | Любимый альтернативный артист | Номинация |

Billboard Music Awards
| Год  | Номинируемая работа | Категория                            | Результат |
| ---- | ------------------- | ------------------------------------ | --------- |
| 2015 | Хозиер              | Лучший новый артист                  | Номинация |
| 2015 | Хозиер              | Лучший рок-артист                    | Победа    |
| 2015 | «Take Me to Church» | Лучшая песня Streaming Songs (аудио) | Номинация |
| 2015 | «Take Me to Church» | Лучшая рок-песня                     | Победа    |
| 2015 | Hozier              | Лучший рок-альбом                    | Номинация |

Los Premios 40 Principales
| Год  | Номинируемая работа | Категория                         | Результат |
| ---- | ------------------- | --------------------------------- | --------- |
| 2015 | Хозиер              | Лучший новый международный артист | Номинация |
| 2015 | «Take Me to Church» | Лучшее международное видео        | Номинация |

MTV Europe Music Awards
| Год  | Номинируемая работа | Категория                         | Результат |
| ---- | ------------------- | --------------------------------- | --------- |
| 2014 | «Take Me to Church» | Лучшая песня с социальным посылом | Номинация |

MTV Video Music Awards
| Год  | Номинируемая работа | Категория        | Результат |
| ---- | ------------------- | ---------------- | --------- |
| 2015 | «Take Me to Church» | Лучшее рок-видео | Номинация |
| 2015 | «Take Me to Church» | Лучшая режиссура | Номинация |

European Border Breakers Awards
| Год  | Номинируемая работа | Категория          | Результат |
| ---- | ------------------- | ------------------ | --------- |
| 2015 | Hozier              | Лучший альбом года | Победа    |

Grammy Awards
| Год  | Номинируемая работа | Категория         | Результат |
| ---- | ------------------- | ----------------- | --------- |
| 2015 | «Take Me to Church» | Лучшая песня года | Номинация |

Teen Choice Awards
| Год  | Номинируемая работа | Категория        | Результат |
| ---- | ------------------- | ---------------- | --------- |
| 2015 | «Take Me to Church» | Лучшая рок-песня | Победа    |

Juno Awards
| Год  | Номинируемая работа | Категория                 | Результат |
| ---- | ------------------- | ------------------------- | --------- |
| 2016 | Hozier              | Международный альбом года | Номинация |